# Битка край връх Околчица (1876)
Битката край връх Околчица е сериозно сражение между четата на Христо Ботев и нередовни отряди на башибозуци и черкези подкрепени от редовна турска войска.
Въпреки глада, жаждата и жегата, водените от Христо Ботев четници проявяват изключителна храброст и не позволяват на врага да превземе върховете Околчица, Купена и Вола.
На свечеряване, на 20 май 1876 година, пада убит Христо Ботев. И до днес се водят спорове относно обстоятелствата, при които той загива. Традиционната теза гласи, че войводата бива прострелян в челото от неприятел, промъкнал се в тила на четата. В днешно време обаче все повече започва да натежава твърдението за  убийството на поета от член на щаба на четата.

## Сражението
Сутринта на 20 май часовите забелязват башибозушки отреди и редовна войска в състав около пет бюлюка. Четата бързо се изтегля на най-близката удобна за отбрана позиция в района на връх Околчица. Авангардът, начело с Никола Войновски, заема гребена на Камарата с фронт на север и запад. Останалите, сред които са Ботев и щаба, се съсредоточават на връх Купена и Околчица. Редовна турска армия от около два табора под командването на Хасан Хейри бей атакува левия фланг на отбраната, а срещу останалата част от четата позиции заемат башибозуците. Нападението е отбито със стрелкови огън, след което турците решават да обходят и изолират отделните позиции на четниците. Никола Войновски, отгатнал замисъла на противника, веднага парира тези опити, а башибозушката атака срещу Купена е отхвърлена с контраатака. За да не бъде изолиран и обкръжен, Войновски в крайна сметка изтегля авангарда от първоначалните му позиции и заема кръгова отбрана на Купена. Постепенно цялата чета се концентрира около връх Купена, връх Околчица и падината между тях. Ожесточеният бой продължава до свечеряване, когато огънят отслабва, турските войски се оттеглят.
На свечеряване, на 20 май 1876 година пада убит Христо Ботев, след смъртта на великият революционер за войвода е избран Никола Войновски и оттеглянето към Балкана продължава. Изгубила своят водач, четата се разделя на няколко групи и с това бойният и път приключва.